# Pink Fairies
A Pink Fairies brit rockegyüttes, 1970-ben alakult Londonban.

## Története
A zenekart a The Deviants együttes három tagja (Paul Rudolph, Duncan Sanderson és Russell Hunter) alapították. Eredetileg "The Pink Fairies Motorcycle Gang and Drinking Club" néven működtek, gyakran játszottak a Hawkwinddel is, melynek során időnként a "Pinkwind" nevet viselték. A tagok már kollaboráltak Twink-kel, a Pretty Things dobosával, a Think Pink című szóló albumon. A zenekar a punk rock, pub rock, pszichedelikus rock, proto-punk műfajokban játszik. Az együttes többször is feloszlott már pályafutása alatt, 2014-ben újból összeálltak. Lemezeiket a Polydor Records, Stiff Records, Demon Records, MLP Records kiadók jelentetik meg. Larry Wallis 2019-ben elhunyt, 70 éves korában. 2019 novemberében Duncan Sanderson is elhunyt.

## Tagok
- Paul Rudolph
- Duncan Sanderson
- Russell Hunter
- Twink
- Mick Wayne
- Larry Wallis
- Martin Stone
- Andy Colquhoun

## Diszkográfia
- Never Never Land (1971)
- What a Bunch of Sweeties (1972)
- Kings of Oblivion (1973)
- Previously Unreleased (1982)
- Kill 'Em and Eat 'Em (1987)
- Pleasure Island (1996)
- No Picture (1997)
- Naked Radio (2017)
- Resident Reptiles (2018)